# Que mon cœur lâche
Que mon cœur lâche — песня французской певицы Милен Фармер, записана в 1992 году. Была издана синглом и вошла в трек-лист первого сборника ремиксов певицы Dance Remixes. Автор музыки — Лоран Бутонна. В мае 1993 года была выпущена английская версия трека под названием «My Soul Is Slashed». В песне, сначала записанной как благотворительный сингл, идёт речь о СПИДе. Текст вызвал скандал из-за вероятной поддержки отказа от использования презервативов. На композицию существует видеоклип (режиссёр: Люк Бессон). В нём певица играет роль ангела, посланного Богом на Землю.

## Французская версия
В 1992 году популярный певец Этьен Дао обратился к ряду исполнителей с предложением создать совместный благотворительный альбом, посвящённый борьбе со СПИДом. Милен Фармер, до того не принимавшая участия в благотворительных акциях, дала своё согласие и вместе с Лораном Бутонна записала песню Que mon cœur lâche. Однако песня была отклонена, так как её текст показался двусмысленным и пропагандирующим половые отношения без использования презервативов. В итоге Фармер перезаписала для альбома свою песню 1988 года Dernier Sourire.
В то же время Фармер и Бутонна решили выпустить их первый альбом ремиксов, Dance Remixes, что произошло в декабре 1992 года.
В целях промоушна в ноябре того же года песня была выпущена в качестве сингла, её транслировали по радио. На обложке сингла была использована фотография, сделанная Марианной Розентиель и первоначально предназначавшаяся для предыдущего сингла — Beyond My Control и на которой Фармер занимается гимнастикой. В отличие от большинства синглов Фармер, эта песня не была выпущена в виде макси-сингла.
В 2001 году песня вошла в сборник Les Mots.

## Форматы и списки песен
Ниже приведены треклисты «Que mon cœur lâche» и «My Soul Is Slashed»:
«Que mon cœur lâche»
- 7 «Сингл / 7» сингл — ограниченное издание / CD-сингл — чёрный CD / CD-сингл — белый CD / Кассета

| №  | Название                              | Длительность |
| -- | ------------------------------------- | ------------ |
| 1. | «Que mon cœur lâche» (single version) | 4:05         |
| 2. | «Que mon cœur lâche» (dub remix)      | 4:18         |

- 7 «Макси-сингл

| №  | Название                                    | Длительность |
| -- | ------------------------------------------- | ------------ |
| 1. | «Que mon cœur lâche» (extended dance remix) | 8:10         |
| 2. | «Que mon cœur lâche» (damage club remix)    | 6:20         |

- Цифровые загрузки

| №  | Название                                    | Длительность |
| -- | ------------------------------------------- | ------------ |
| 1. | «Que mon cœur lâche» (single version)       | 4:05         |
| 2. | «Que mon cœur lâche» (extended dance remix) | 8:10         |
| 3. | «Que mon cœur lâche» (1996 live version)    | 4:35         |

- CD-сингл — Промо

| №  | Название                              | Длительность |
| -- | ------------------------------------- | ------------ |
| 1. | «Que mon cœur lâche» (single version) | 4:10         |

, „My Soul Is Slashed“
- CD-сингл — Германия

| №  | Название                                 | Длительность |
| -- | ---------------------------------------- | ------------ |
| 1. | «My Soul Is Slashed» (single mix)        | 4:15         |
| 2. | «Que mon cœur lâche» (French single mix) | 4:10         |

- Макси-сингл на CD — Германия

| №  | Название                                           | Длительность |
| -- | -------------------------------------------------- | ------------ |
| 1. | «My Soul Is Slashed» (single mix)                  | 4:15         |
| 2. | «My Soul Is Slashed» (the rubber remix)            | 7:34         |
| 3. | «Que mon cœur lâche» (extended French dance remix) | 8:10         |

- CD-сингл — Промо — Франция

| №  | Название                                | Длительность |
| -- | --------------------------------------- | ------------ |
| 1. | «My Soul Is Slashed» (the rubber remix) | 7:34         |
| 2. | «My Soul Is Slashed» (single mix)       | 4:15         |

## История выхода
| Дата                | Лейбл   | Страна   | Формат                 | Каталог   |
| ------------------- | ------- | -------- | ---------------------- | --------- |
| Октябрь 1992 года   | Polydor | Франция  | CD-сингл — Промо       | 4288      |
| 23 ноября 1992 года | Polydor | Франция  | 7» сингл               | 861 206-7 |
| 23 ноября 1992 года | Polydor | Франция  | CD-сингл               | 861 206-2 |
| 23 ноября 1992 года | Polydor | Франция  | 7" макси-сингл         | 861 207-1 |
| 23 ноября 1992 года | Polydor | Франция  | Кассета                | 865 820-4 |
| 1993                | Polydor | Франция  | 7" макси-сингл — Промо | 2321      |
| 1993                | Polydor | Германия | CD-сингл               | 861814-2  |
| 1993                | Polydor | Германия | Макси-сингл на CD      | 861815-2  |

## Чарты позиции и тираж
| Чарт (1992) | Наивысшая позиция |
| ----------- | ----------------- |
| Валлония    | 8                 |
| Франция     | 9                 |

| Страна  | Сертификация | Тираж физических копии        |
| ------- | ------------ | ----------------------------- |
| Франция | —            | 120 тыс. (французская версия) |
| Франция | —            | 70 тыс.(английская версия)    |